# Cajasiete Caja Rural
Cajasiete es una entidad financiera canaria de capital totalmente privado con más de 60 años de historia, realizando banca tradicional minorista en todos los sectores de la economía del archipiélago y actuando con responsabilidad social. El edificio de Sede Social de la entidad se encuentra en Santa Cruz de Tenerife, Islas Canarias. En el apartado de identidad corporativa de su página web, definen su misión como la de “contribuir al desarrollo sostenible de Canarias, satisfaciendo las necesidades financieras de las personas, siendo fieles a nuestros valores” y sus valores se conforman por la Integridad, la Profesionalidad y la Solidaridad.
Se definen como una Sociedad Cooperativa de Crédito que hace Banca de Proximidad (community banking), que está fuertemente vinculada al territorio canario y a las necesidades crediticias de la economía productiva local, dedicándose a financiar sectores clave como la agricultura, la pequeña y mediana empresa de todos los sectores, así como el emprendimiento.

## Historia
Cajasiete - Caja Rural se crea como cooperativa de crédito el 6 de mayo de 1962, por un grupo de cooperativistas agrarios, con el objetivo de atender las necesidades de financiación y el desarrollo del sector agrario, aunque no se produjo un importante desarrollo hasta 1970.
La Ley de Cooperativas de 1989 y su posterior Reglamento de 1993 permitieron su entrada en todos los sectores productivos de la economía, marcando el inicio de expansión y crecimiento de la misma. 
Tras la inauguración en el año 2005 del nuevo Edificio Sede Social Cajasiete en Santa Cruz de Tenerife, el 1 de octubre de 2007 se toma oficialmente la denominación de Cajasiete y se inicia un nuevo proyecto de expansión regional, que se culmina con la presencia en las siete Islas Canarias, así como su única sucursal fuera de las islas, en Chamberí, Comunidad de Madrid.
Actualmente la entidad cuenta con una red de más de 90 oficinas distribuidas en todas las islas del archipiélago canario.

## Responsabilidad Social Corporativa
La Fundación Cajasiete Pedro Modesto Campos, mediante la financiación y colaboración con instituciones y actividades de carácter social, cultural y deportivo, constituye un elemento fundamental de la responsabilidad social de Cajasiete con el archipiélago canario.
En esta Fundación prima la solidaridad entre las personas y las organizaciones, y donde el compromiso con la comunidad es uno de los valores clave, siendo uno de sus objetivos el de salvaguardar de manera sostenible unas condiciones de vida favorables.